# Гроха Лаврін Прокопович
Лаврін Прокопович Гроха — (10 серпня (23 серпня) 1908, Козин, нині Обухівського району, Київської області — 19 вересня 1976, Київ) — український радянський письменник-гуморист, драматург. Був членом Спілки письменників України.

## Життєпис
Народився 10 серпня (23 серпня) 1908 року в с. Козин на Київщині, в селянській родині. Закінчив сільську профтехшколу (1925).
Завідував агітаційно-пропагандистським відділом Миронівського району ЛКСМУ. З 1948 року працював у журналі «Перець». Друкувався з 1924 року. 
Лаврін Прокопович Гроха є автором багатьохкомедій, гуморесок і фейлетонів, п'єс тощо. У комедіях, гуморесках і фейлетонах Лаврін Гроха, спираючись на традиції народного гумору, гостро висміював негативні явища (переважно в житті українського села), звички і погляди тих, хто порушував принципи народної моралі й етики, носіїв міщанської моралі.
Нагороджений медалями.

## Твори

### Комедії
- «Чобіт лиха наробив» (1946);
- «Невісточка» (1951);
- «Заручини» (1954);
- «Святі пройдисвіти» (1961).

### Збірки гуморесок і фейлетонів
- «Квашені вітаміни» (1957);
- «Бекеша» (1959);
- «По цій мові — бувайте здорові!» (1962);
- «Приварок» (1964);
- «Чистісінька правда» (1968);
- «Не журіться, хлопці» (1976).

### П'єси
- «Мала драматургія» (1966);
- «Фестиваль» (1968);
- «Театр “Перця”» (1971);
- «Сопілка»;
- «Веселі вогні»;
- «Сюрприз»;
- «День народження».

### Сценарії
- художньо-документальний фільм «Співа Україна» (1954, у співавторстві з Ф. Маківчуком).